# Вилар-де-Рей
Вилар-де-Рей (порт. Vilar de Rei)  —  населённый пункт и район в Португалии,  входит в округ Браганса. Является составной частью муниципалитета  Могадору. По старому административному делению входил в провинцию Траз-уж-Монтиш и Алту-Дору. Входит в экономико-статистический  субрегион Алту-Траз-уш-Монтеш, который входит в Северный регион. Население составляет 99 человек на 2001 год. Занимает площадь 14,46 км².